# 沃爾沙姆岩
沃爾沙姆岩（英語：Walsham Rocks）是南極洲的岩石，位於巴夫島以東1.9公里，屬於帕默群島的一部分，在1956至1957年間由英國皇家海軍繪入地圖，現時由南極條約體系管理。